# منى
مِنى (بكسر الميم وفتح النون) هي وادي تحيط به الجبال، تقع في شرق مكة، على الطريق بين مكة وجبل عرفة. وتبعد عن المسجد الحرام نحو 6 كم تقريباً.
تعرف منى بأنها موضع أداء شعائر الحج ومبيت الحجاج في يوم التروية ويوم عيد الأضحى وأيام التشريق حيث أن فيها موقع رمي الجمرات والتي تتم بين شروق وغروب الشمس في تلك الأيام من الحج ويذبح فيها الهدي.
تؤوي منى سنوياً ما يزيد عن مليونين من الحجاج، فضلاً عن غيرهم من العاملين ومقدمين الخدمات المختلفة، وذلك ابتداءً من يوم التروية في 8 ذي الحجة حتى نهاية أيام التشريق في 13 ذي الحجة عدا يوم عرفة في 9 ذي الحجة، بمجموع قدره خمسة أيام للمتأخر أو أربعة أيام للمتعجل .
ينتهي في مشعر منى أطول طريق للمشاة في العالم والذي يبدأ من جبل الرحمة بعرفات مرورا بمزدلفة، وهو طريق بـ 4 مسارات يضم على طوله المظلات للوقاية من أشعة الشمس والكراسي والمياه الباردة.

## الموقع والمساحة
يقع مشعر منى شرق مدينة مكة، ويحدها من الشمال الغربي جمرة العقبة، ومن الجنوب الشرقي وادي محسر، ومن الجهة الشمالية جبل القويس، ومن الجهة الجنوبية جبل ثبير. ويفصل بينها وبين مشعر مزدلفة وادي محسر، وتقدر مساحة منى الشرعية حوالي 7.82 كم2، والمستغلة فعلاً 4.8 كم2 فقط، أي ما يعادل 61% من المساحة الشرعية و 39% عبارة عن جبال وعرة ترتفع قممها حوالي 500م فوق مستوى سطح الوادي.

## منشأة الجمرات
روي في الأحاديث النبوية أن النبي إبراهيم عندما كان في طريقه لتأدية مناسك الحج عرض له الشيطان عند موقع في منى، فرماه بسبع حصيات حتى أعرض عنه فسمي هذا الموقع بجمرة العقبة، ثم عرض له الشيطان عند الجمرة الثالثة فرماه بسبع حصيات حتى أعرض عنه، لذلك يرمي الحجاج الجمرات اقتداء بالنبي إبراهيم. تتكون منشأة الجمرات حاليا من 3 طوابق للتيسير على الحجاج ومنع الازدحام.

## خيام منى
هي خيام سكنية مصنوعة من الزجاج مغطاة بمادة «التفلون» لمقاومتها العالية للاشتعال، ومرتبطة ببعضها البعض بواسطة ممرات، وتحاط كل مجموعة خيام بأسوار معدنية تضم أبواب رئيسية وأخرى للطوارئ، تمتد الخيام على مساحة 2,500,000 متر مربع، تستوعب نحو 2,600,000 حاج.

## معرض صور

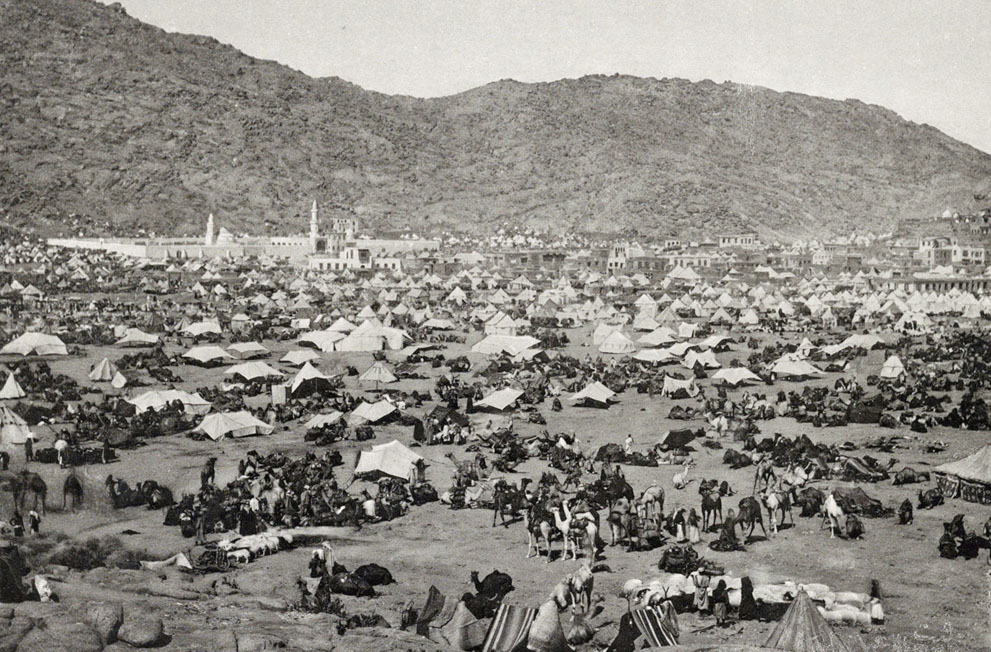
منى عام 1889م
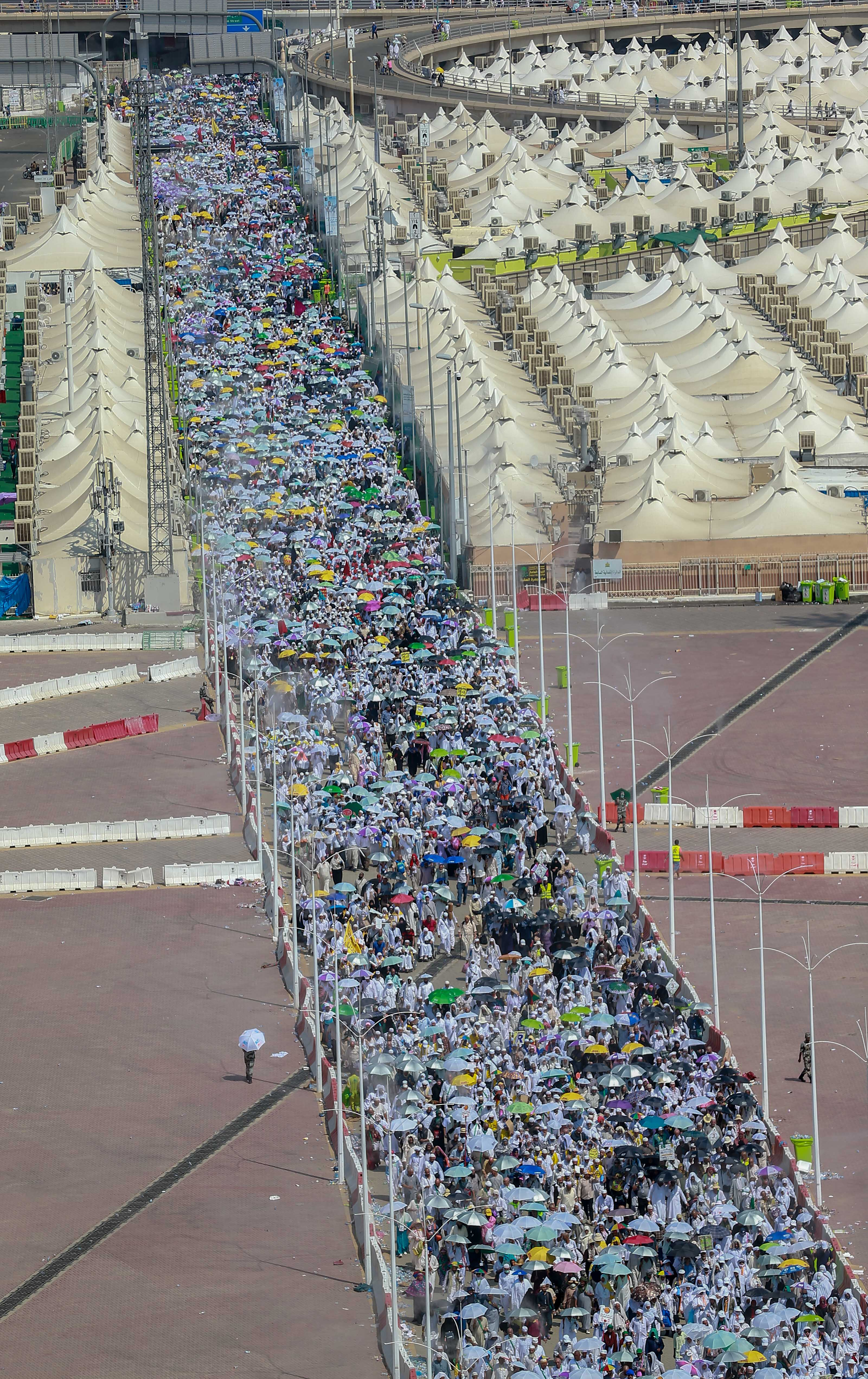
منى موسم حج 2018
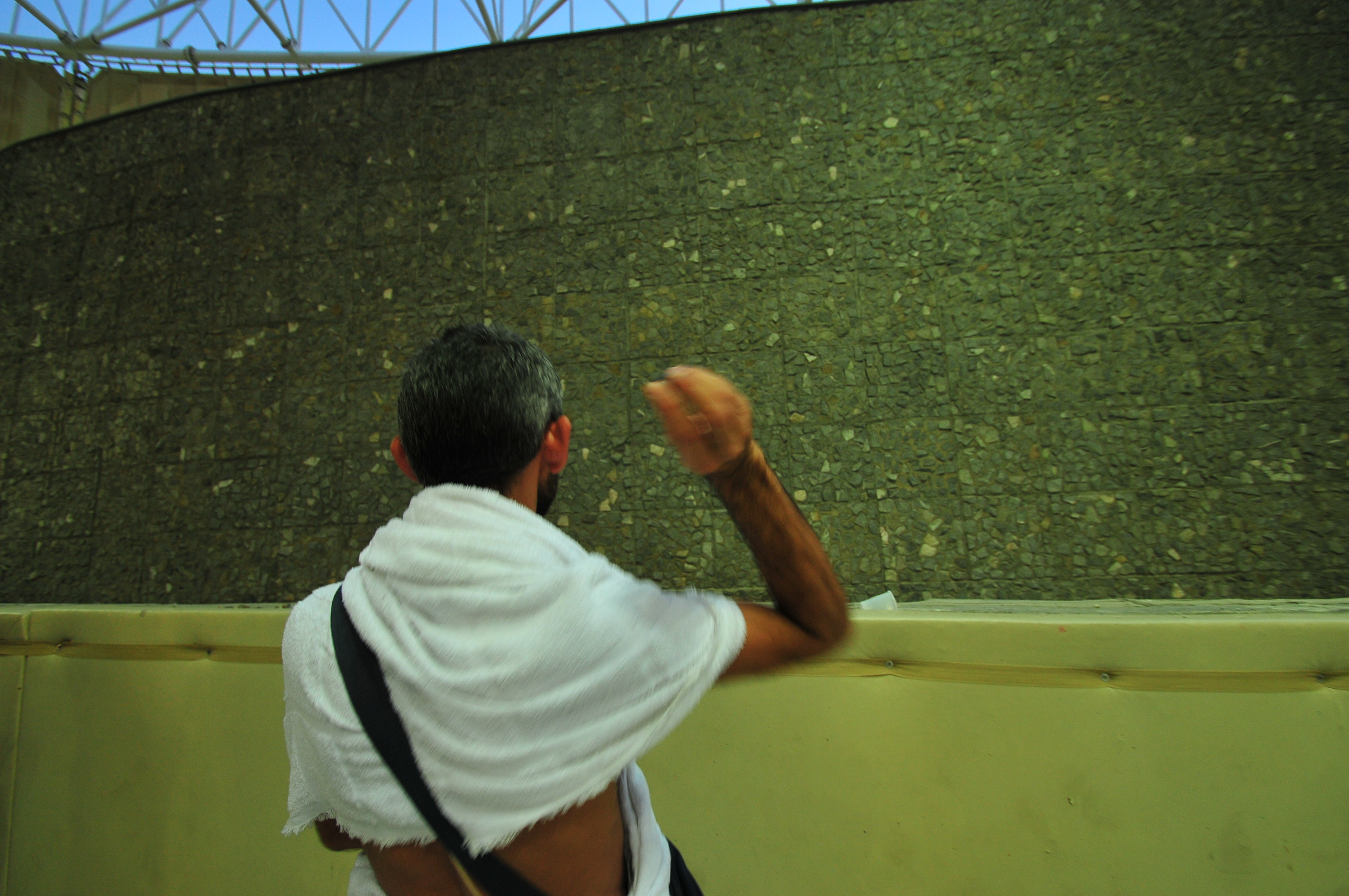
أثناء رمي الجمرات.
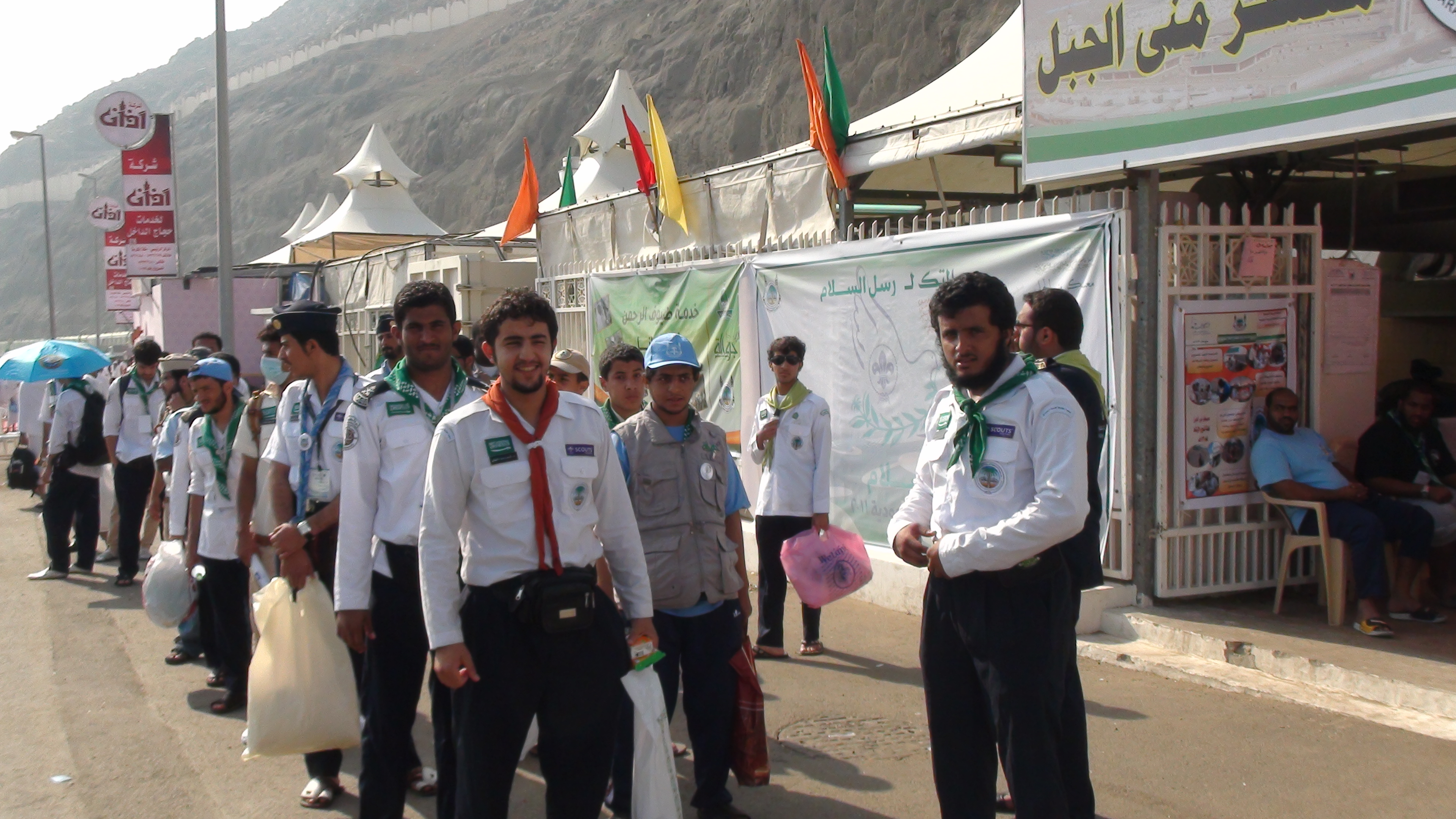
مجموعة من الكشافة في منى في موسم حج عام 1433 هـ (2012 م).
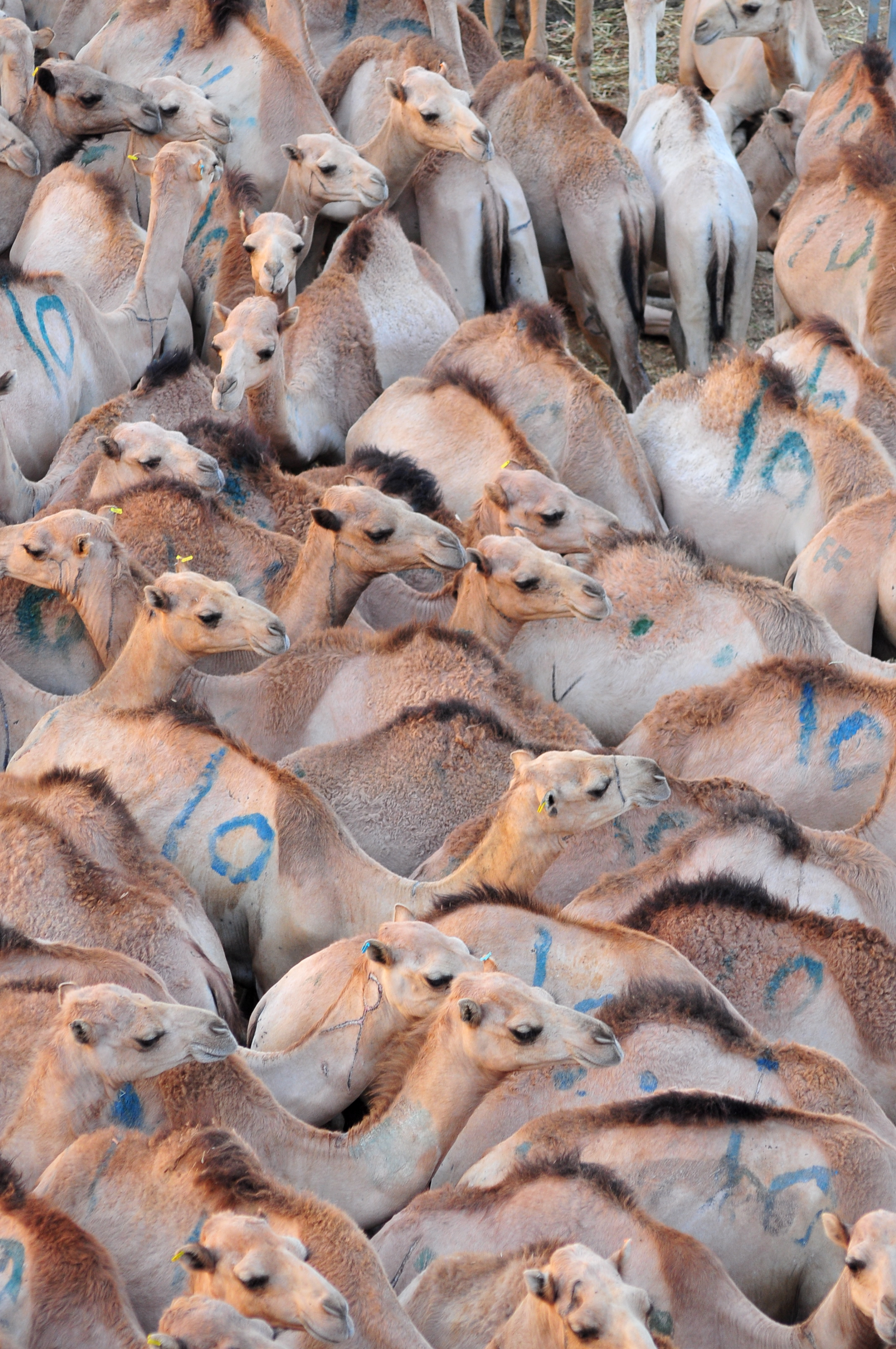
ترقيم الجمال استعدادا لأضحية عيد الأضحى.
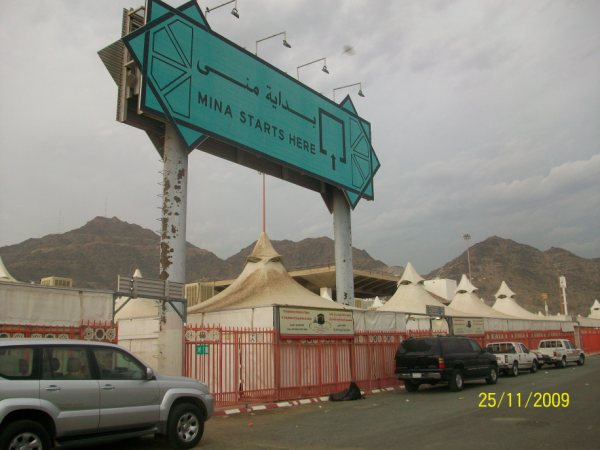
لافتة بداية منى
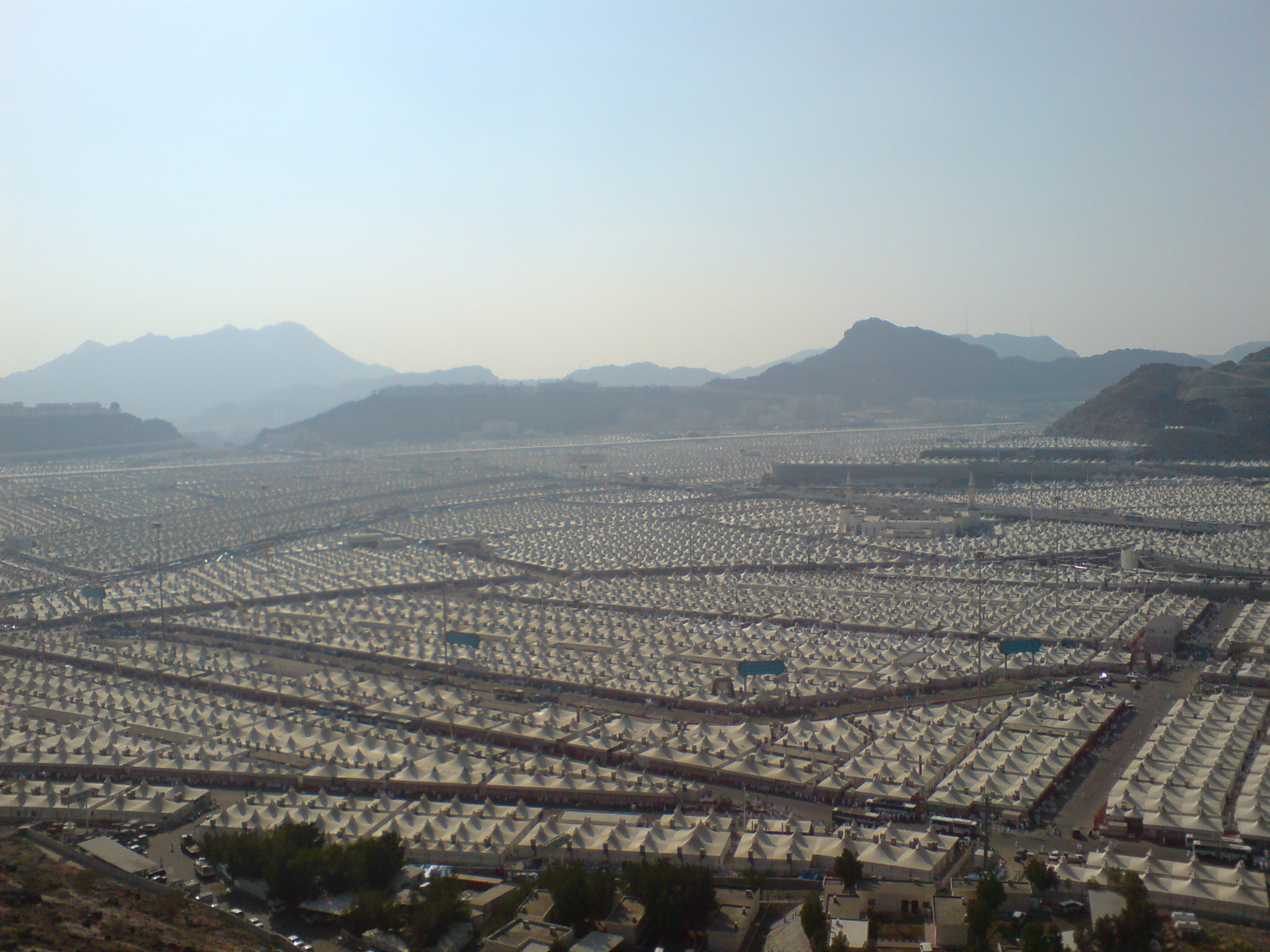
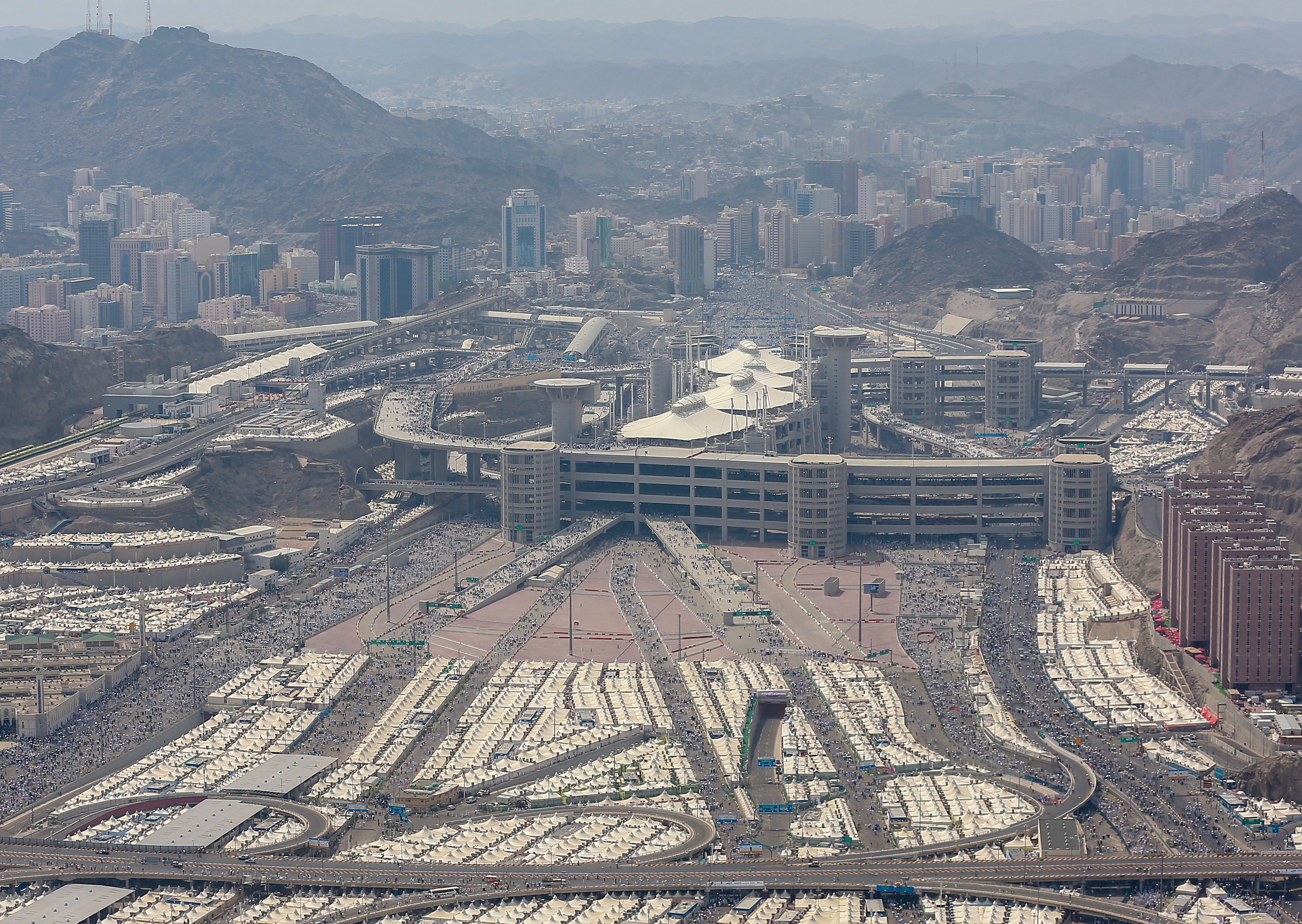
منى من الأعلى
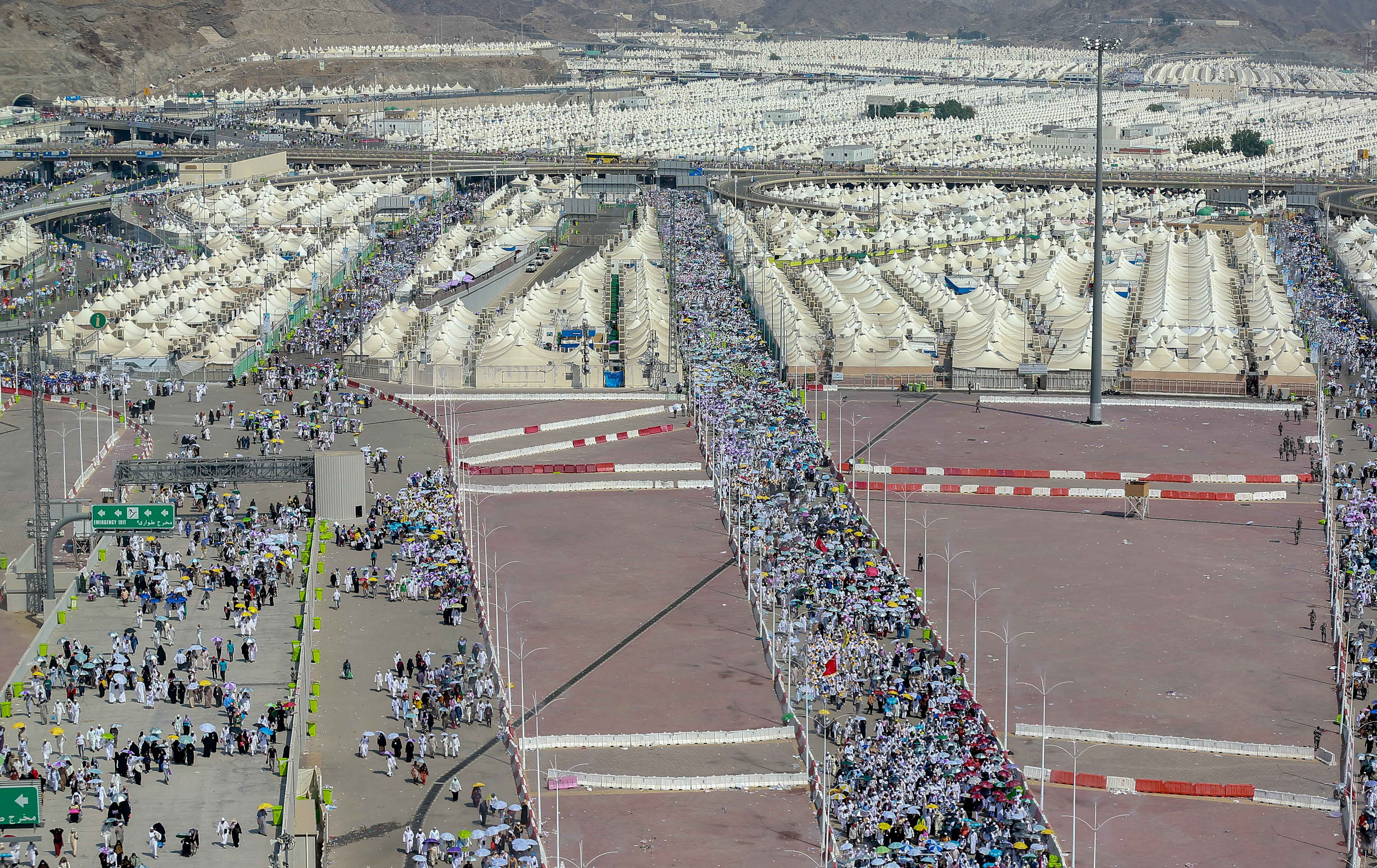
موسم حج 2018

## انظر أيضاً

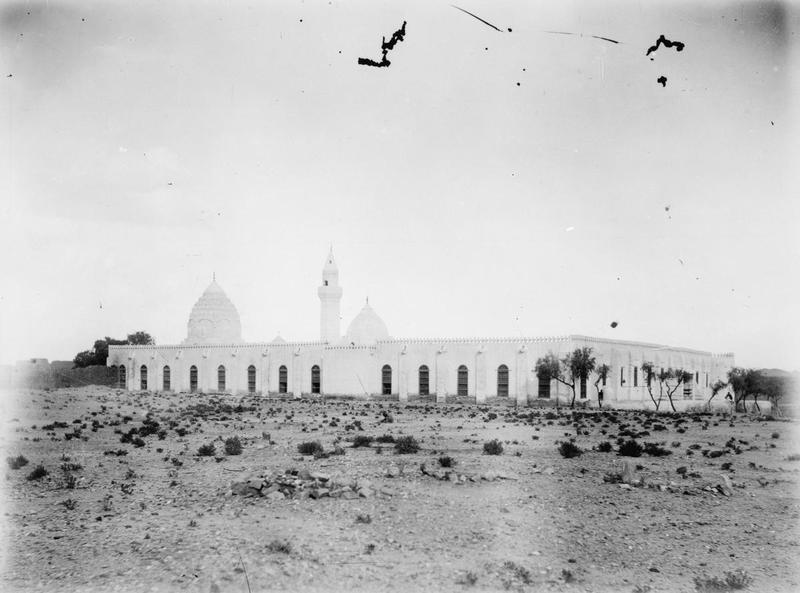